# 臭作
《臭作》是日本成人游戏公司élf于1998年3月27日发行的一款18禁冒險類型游戏。

## 剧情概要
玩家操纵相貌丑陋的中老年男人“伊头臭作”，此人信仰所谓“鬼畜道”，即用各种变态手段胁迫、凌辱和性侵年轻貌美女性，并称其为“俺样的美学”。臭作一直计划把他的变态计划付诸实践，一天，他终于等到了机会，他发现即将上岗的“日本肃正音乐学院”女子宿舍管理员，一个叫加藤的老头因沉迷赌博未去报到，便冒名顶替加藤前去上任（一说将加藤杀害，游戏在此留有悬念）。总之，时间有限，臭作必须在两天间，即行迹败露之前，实现他称为“淫猥大作战”的邪恶计划。
“肃正女子音乐学院”是私立的贵族学校，其学生都出身社会名流且师生皆为貌美女性。臭作初来乍到，不但没有引起怀疑，甚至以其殷勤谦卑的佣人形象获得不少信任。臭作通过观察，发现表面和谐融洽的女性师生之间关系其实非常虚伪，存在各种个人和情感方面的勾心斗角。臭作擅长偷拍技术（日文称“盗摄”），在各种场合架摄相机拍到各种女生不可示人的私生活照，小到洗澡如厕，大到伦理奸情，都记录在臭作的照片上。一旦集到足够的材料，臭作就向目标摊牌，他利用不同女性的性格弱点和隐私，做到让受害者不敢声张乖乖就范，从而沦为他的性奴。
臭作凭借上述作案技巧在短时间内成功让8个目标中的7名女性就范，唯一没能得手的只有一年级女生高部绘里。这中有两个主要原因，一来绘里生性敏感，分析力强，虽然并没实据，但对臭作有莫名的怀疑，对其行为也有很高的警觉，二来绘里其人在性方面确实洁身自好，让臭作无从抓到把柄。最终臭作还是栽在了绘里的手里，在绘里决定电话报警之时狗急跳墙欲对绘里采取杀人灭口的极端措施，这时玩家（一直是臭作的操纵者但未在游戏中出场）阻止了臭作，帮绘里争取时间，臭作在警察赶到即将落入法网之时仓皇出逃，途中被汽车撞死，结束了罪恶的一生。
臭作在死前道破天机：其实心理阴暗的是玩家，游戏中的臭作只是执行者，之所以能将游戏玩到底，说明玩家内心中也希望看到丑陋变态的东西，“俺样的美学”之类的低级趣味其实根植于每个玩家的内心深处，只是在现实世界中迫于压力和刑罚无法实施而在电子游戏中借‘臭作’的名义宣泄。事件平息后，高部绘里对玩家表示出爱意和交往意向，条件是希望玩家能通过这个事件，从反面，从灵魂深处去了解人性的丑恶，洗涤自己的灵魂，做个高尚，脱离低级趣味的人。

## 角色
伊頭臭作
本作男主角，伊頭家三兄弟的老二，哥哥是伊頭遺作，老三是伊頭鬼作，而禿作和佳作分別是老四和老五的孿生弟弟
近藤渚
鋼琴科3年級學生。
前島香織
鋼琴科3年級學生，學院理事長的孫女。
水無月志保
邦樂科3年級學生。
南雲千秋
小提琴科2年級學生。
栗原朝美
小提琴科2年級學生。
藤間萌子
鋼琴科2年級學生。
高部絵里
小提琴科1年級學生。
南綾香
鋼琴老師兼宿舍的負責人。

## OVA
臭作
| 話數   | 標題             | VHS發售日      | DVD發售日     |
| ------ | ---------------- | -------------- | ------------- |
| 第一章 | おやぢの花園     | 1999年2月26日  | 1999年4月2日  |
| 第二章 | おやぢの美学     | 1999年6月25日  | 1999年7月9日  |
| 第三章 | おやぢのプライド | 1999年10月22日 | 1999年11月5日 |

臭作 Replay
| 話數   | 標題     | 發售日           |
| ------ | -------- | ---------------- |
| 第一夜 | 栗原朝美 | 2000年7月28日    |
| 第二夜 | 藤間萌子 | 2000年9月22日    |
| 第三夜 | 南綾香   | 2000年）11月24日 |
| 第四夜 | 高部絵里 | 2001年1月26日    |

臭作 SE-X FILE
《臭作》和《臭作 Replay》的合集，2001年3月30日發售。
臭作 Liberty
| 話數 | 標題                         | 發售日        |
| ---- | ---------------------------- | ------------- |
| 前篇 | 狙われた理性のフェティシズム | 2003年1月24日 |
| 後篇 | 解禁 高部絵里                | 2003年4月25日 |

## 外部連結
- élf（日語）